# بستنی میوه با خامه
بستنی میوه با خامه یکی از انواع بستنی هاست که برای تهیه آن از آب انواع میوه میوه خرد شده خامه شکر و وانیل استفاده می‌شود.

## بستنی شاتوت
این بستنی یکی از رایج ترین طعم های بستنی میوه ای است . 

### مواد لازم
```
   * چهار فنجان شاتوت تازه
   * یک فنجان آب
   * شکر
   * دو و نیم فنجان خامه
   * شاتوت برای تزئین روی بستنی
```

### طرز تهیه
شاتوتها را بهمراه آب در یک کاسه با هم مخلوط کنید و به آرامی آن را به جوش بیاورید . حرارت را کم کرده و  به مدت ده دقیقه به آرامی هم بزنید . یک صافی را که روی آن پارچه گذاشته اید روی یک کاسه قرار دهید . مخلوط شاتوت را روی آن بریزید و نیم ساعت صبر کنید تا آب آن کاملا گرفته شده و در کاسه بریزد . به آرامی مواد را بچلانید تا بقیه آب آن خارج شود . آب شاتوت را در یک ماهیتابه بریزید ، به ازای هر فنجان آب شاتوت یک فنجان شکر به آن بیفزایید . آن را روی حرارت ملایم بپزید و هر از گاهی ماهیتابه را بچرخانید تا شکرها کاملا حل شوند . شعله را به مدت 2 دقیقه زیاد کنید تا شربت بجوشد .سپس آن را کنار بگذارید .  بعد از اینکه کاملا خنک شد ، دو و نیم فنجان از شربت را با خامه مخلوط کنید و آن را در یخچال بگذارید تا منجمد شود . چند ساعت صبر کنید تا طعم آن جا بیفتد . روی بستنی را می توانید با شاتوت تازه تزئین کنید .